# Smuka
Smuka este o localitate din comuna Kočevje, Slovenia, cu o populație de 46 de locuitori.